# Ісаяма Хадзіме
Ісаяма Хадзіме — японський манґака. Автор манґи Shingeki no Kyojin, однієї з найбільш продаваних серій за всю історію.

## Життєпис
Ісаяма народився в місті Хіта префектури Ойта, в Японії. В школі він подавав свої мальовані роботи на конкурси. Закінчивши середню школу, він вступив на художній факультет інституту дизайну Кюсю. У 2006 році він подав коротку версію Shingeki no Kyojin на конкурс «Гран-прі журналу» (MGP) видавництва Kodansha за що отримав нагороду «Хороша робота». У двадцять років він переїхав до Токіо і влаштувався в Інтернет-кафе, щоб продовжити кар'єру манґаки.
Він також пропонував свою роботу журналу Weekly Shonen Jump, де йому порадили змінити свій стиль та історію, щоб вони більше підходили під їхній формат. Він відмовився і замість цього вирішив передати її в журнал Weekly Shonen Magazine у видавництві Kodansha.
У 2009 році його перша серійна манґа Shingeki no Kyojin почала виходити у щомісячнику Bessatsu Shōnen Magazine. У 2011 році вона перемогла в категорії «Сьонен» на 35-й премії «Manga Kodansha» і була номінована на 4-ту щорічну премію «Manga Taishō», та на 16-ту щорічну культурну премію «Tezuka Osamu».

## Роботи
- Shingeki no Kyojin (яп. 進撃の巨人, 2006) — коротка версія;
- HEART BREAK ONE (2008);
- orz (2008);
- Shingeki no Kyojin (яп. 進撃の巨人, 2009 — 2021).

## Нагороди
| Рік                                              | Нагорода                                         | Категорія                                    | Номінант / робота                              | Результат     | Прим.  |
| ------------------------------------------------ | ------------------------------------------------ | -------------------------------------------- | ---------------------------------------------- | ------------- | ------ |
| 2006                                             | Magazine Grand Prix                              | Fine Work                                    | Attack on Titan (one-shot version)             | Перемога      | [ 11 ] |
| 2008                                             | 80th Weekly Shōnen Magazine Freshman Manga Award | Special Encouragement Award                  | Heart Break One                                | Перемога      | [ 12 ] |
| 81st Weekly Shōnen Magazine Freshman Manga Award | Selected Work                                    | Orz                                          | Перемога                                       | [ 11 ]        |        |
| 2011                                             | 4th Manga Taishō Awards                          | Best Manga                                   | Attack on Titan                                | Номінація     | [ 13 ] |
| 35th Kodansha Manga Award                        | Best Shōnen Manga                                | Attack on Titan                              | Перемога                                       | [ 8 ]         |        |
| 2012                                             | 16th Tezuka Osamu Cultural Prize                 | Grand Prize                                  | Attack on Titan                                | Номінація     | [ 14 ] |
| 2013                                             | 20th Anime & Manga Grand Prix                    | Best Hope Manga                              | Attack on Titan                                | Перемога      | [ 15 ] |
| 19th Saló del Manga de Barcelona                 | Best Shōnen Manga                                | Attack on Titan                              | Перемога                                       | [ 16 ]        |        |
| 6th Bros Comic Award                             | Grand Prize (Animated Comic)                     | Attack on Titan                              | Перемога                                       | [ 17 ] [ 18 ] |        |
| 2014                                             | 18th Tezuka Osamu Cultural Prize                 | Grand Prize                                  | Attack on Titan                                | Номінація     | [ 19 ] |
| 17th Attilio Micheluzzi Award                    | Best Foreign Series                              | Attack on Titan (published by Planet Manga)  | Перемога                                       | [ 20 ]        |        |
| True Believer Comic Awards                       | Favourite Manga                                  | Attack on Titan                              | Перемога                                       | [ 21 ]        |        |
| 27th Harvey Award                                | Best American Edition of Foreign Material        | Attack on Titan (published by Kodansha USA)  | Перемога                                       | [ 22 ]        |        |
| 21st Anime & Manga Grand Prix                    | Best Manga                                       | Attack on Titan                              | Перемога                                       | [ 23 ]        |        |
| E-Book Awards                                    | Grand Prize                                      | Attack on Titan (published by Kondansha)     | Перемога                                       | [ 24 ]        |        |
| E-Book Awards                                    | Comic Category                                   | Attack on Titan (published by Kondansha)     | Won 1st place                                  | [ 24 ]        |        |
| Pochi Awards                                     | Best Manga International                         | Attack on Titan (published by Carlsen Manga) | Перемога                                       | [ 25 ]        |        |
| 20th Saló del Manga de Barcelona                 | Best Shōnen Manga                                | Attack on Titan                              | Перемога                                       | [ 26 ]        |        |
| NEO Awards                                       | Best Manga                                       | Attack on Titan (published by Kodansha USA)  | Перемога                                       | [ 27 ] [ 28 ] |        |
| 2015                                             | 1st Sugoi Japan Awards                           | Best Manga Series                            | Attack on Titan                                | Перемога      | [ 29 ] |
| 11th AnimaniA Awards                             | Best Manga International                         | Attack on Titan (published by Carlsen Manga) | Перемога                                       | [ 30 ]        |        |
| Goodreads Choice Awards                          | Best Graphic Novels & Comics                     | Attack on Titan                              | 3rd place                                      | [ 31 ]        |        |
| 2021                                             | 27th Saló del Manga de Barcelona                 | Best Shōnen Manga                            | Attack on Titan (published by Norma Editorial) | Номінація     | [ 32 ] |
| Noma Publishing Award                            | Noma Publishing Culture Award                    | Hajime Isayama                               | Перемога                                       | [ 33 ]        |        |